# Bleed for Me
Bleed for Me è il sesto singolo del gruppo musicale hardcore punk statunitense Dead Kennedys, pubblicato nel luglio 1982 dall'etichetta discografica Alternative Tentacles. Il lato B del 45 giri è Life Sentence. Il singolo fu estratto dal secondo album della band, Plastic Surgery Disasters.

## Il brano
All'inizio la musica è fredda e minacciosa, e il testo descrive rapimenti e torture da parte di una polizia segreta non specificata (presumibilmente la CIA). Segue poi una sezione dove l'atmosfera si fa più leggera e quasi allegra mentre vengono citate le pratiche di politica estera statunitensi come l'utilizzo di dittatori sanguinari per assicurare gli interessi economici delle multinazionali in terra straniera.
La versione singolo è differente rispetto a quella inclusa in Plastic Surgery Disasters.

## Cover
La canzone è stata reinterpretata da svariate altre band, come i Pearl Jam che eseguirono il brano in tour, aggiornando la frase "cowboy Ronnie" con "cowboy Georgie", in riferimento al presidente degli Stati Uniti d'America George W. Bush.